# Ravnholt (Sydslesvig)
 For alternative betydninger, se Ravnholt. (Se også artikler, som begynder med Ravnholt)
Ravnholt (dansk) eller Rabenholz (tysk) er en landsby og kommune beliggende midtvejs mellem Kappel og Gelting i det østlige Angel i Sydslesvig. Administrativt hører Ravnholt under Slesvig-Flensborg kreds i den nordtyske delstat Slesvig-Holsten. Kommunen samarbejder med nabokommunerne i Gelting Bugt kommunefællesskab (Amt Geltinger Bucht). I kirkelig henseende hører Ravnholt under Gelting Sogn. Sognet lå i den danske tid indtil 1864 i Kappel Herred, oprindelig i Ny Herred.
Buskkobbel (Buhskoppel), Hermanshøj (det gamle Smørmose, Hermannshöh), Sillekjær (Sillekjer), Søndermark (Süderfeld), Stensig  (Steensiek), Vestermark (Westerfeld), Østermark (Osterfeld) og godset Prisholt (tysk Priesholz) er beliggende i kommunen.
Ravnholt er første gang nævnt 1462. Stednavnet henføres til ravn og -holt for skov. Kommunevåbnet viser tilsvarende to sorte ravne foran fire bladløse træer. Godset Priholt er første gang nævnt 1462